# Kumanskiella karenae
Kumanskiella karenae är en nattsländeart som beskrevs av Harris och Oliver S. Flint Jr. 1992. Kumanskiella karenae ingår i släktet Kumanskiella och familjen smånattsländor. Inga underarter finns listade i Catalogue of Life.